# Copenhagen Business Academy
Copenhagen Business Academy, også kendt som Cphbusiness, er et erhvervsakademi beliggende i Region Hovedstaden. Akademiet fungerer som en statsfinansieret selvejende videregående uddannelsesinstitution, der hører under Uddannelses- og Forskningsministeriet. Erhvervsakademiet havde i 2018 5.852 fuldtidsstuderende, 7.871 fagdeltagere på deltidsuddannelserne og 448 medarbejdere.
Copenhagen Business Academy beskæftiger sig med uddannelse inden for områderne økonomi, finans, IT, ledelse, kommunikation, salg, markedsføring, entreprenørskab, service, oplevelse, multimedie, laboratorie og miljøteknologi.

## Historie
Copenhagen Business Academy blev oprettet i september 2008. Fra oprettelsen og frem til 2012 samarbejdede de med de fire uddannelsesinstitutioner, København Nord, Hotel- og Restaurantskolen, Niels Brock og Erhvervsskolen Nordsjælland, der udgjorde moderskolerne.
I august 2012 blev Copenhagen Business Academy etableret som såkaldt klassisk erhvervsakademi med blandt andet egen administration.

## Afdelinger
Copenhagen Business Academy har fem afdelinger, foruden undervisningsaktiviteter på Bornholm. I City-afdelingen findes blandt andet de finansielle uddannelser, samt skolens hovedsæde med rektoratet og en del af administrationen. På Nørrebro-afdelingen findes service og oplevelsesuddannelser. På Søerne-afdelingen findes uddannelserne for salg og markedsføring og efter- og videreuddannelse indenfor ledelse og kommunikation. I Hillerød findes to afdelinger, en med laborant- og miljøteknologiuddannelserne og en afdeling i SlotsArkaderne, hvor der udbydes merkantile uddannelser. På afdelingen i Kgs. Lyngby udbydes tekniske og merkantile uddannelser, som samarbejder på tværs af fagområder.[kilde mangler]
Siden 2015 har skolen også udbudt uddannelserne serviceøkonom, finansøkonom, datamatiker og Innovation og entrepreneurship på Bornholm.

## Uddannelser
| - Datamatiker - Financial controller - Finansøkonom - Handelsøkonom - Laborant - Logistikøkonom - Markedsføringsøkonom - Miljøteknolog - Multimediedesigner - Serviceøkonom - E-handel - Finansbachelor - Innovation og entrepreneurship - International handel og markedsføring - International hospitality management - Softwareudvikling - Sportsmanagement - Webudvikling | - Finansiel rådgivning - Informationsteknologi - Innovation, produkt og produktion - International transport og logistik - Kommunikation og formidling - Ledelse - Miljøteknologi - Oplevelsesøkonomi - Salg og markedsføring - Skatter og afgifter - Økonomi og ressourcestyring - Finansiel rådgivning - Kommunikation (den merkantile diplom) - Ledelse - Salg og markedsføring - Softwareudvikling - Webudvikling - Økonomi og regnskab |